# Eksplozja samochodu przed Trump International Hotel Las Vegas
Eksplozja samochodu przed Trump International Hotel Las Vegas miała miejsce 1 stycznia 2025 roku. Kierowca samochodu popełnił samobójstwo przed eksplozją, a siedem osób zostało rannych. W pojeździe znaleziono sztuczne ognie i butle gazowe, które nasiliły skalę eksplozji i pożaru.

## Przebieg
O godzinie 7:30 czasu lokalnego, Tesla Cybertruck przyjechała do Las Vegas. Samochód został wynajęty przy użyciu aplikacji Turo w stanie Kolorado, a według służb został też wyposażony w system detonacyjny, składający się ze sztucznych ogni, butli z gazem i łatwopalnego paliwa. O godzinie 8:39 kierowca zatrzymał pojazd przed wejściem do Trump International Hotel Las Vegas, gdzie chwilę potem doszło do eksplozji i pożaru. Służby dotarły na miejsce zdarzenia po dwóch minutach, a ogień ugaszono w ciągu godziny. Wybuch nie spowodował większych uszkodzeń budynku, a szklane drzwi wejściowe wytrzymały eksplozję. Goście hotelu zostali ewakuowani.

## Ofiary
Siedem osób znajdujących się w pobliżu miejsca eksplozji odniosło obrażenia, z czego wszystkie znajdują się w stabilnym stanie.

## Sprawca
Kierowca Tesli popełnił samobójstwo strzelając sobie w głowę przed wybuchem, stając się jedyną ofiarą wybuchu. Został on zidentyfikowany przez Federalne Biuro Śledcze jako 37-letni Matthew Alan Livelsberger z Colorado Springs, żołnierz US Army Special Forces od 2006 roku, będący na przepustce. We wraku pojazdu znaleziono dwa pistolety i karabin automatyczny.

### Manifest
Livelsberger jest autorem manifestu przesłanego przy użyciu poczty elektronicznej do Samuela Shoemate'a, emerytowanego oficera wywiadu armii. Uznany za autentyczny, manifest zawierał twierdzenia o działaniach specjalnych, zbrodniach wojennych i zaawansowanych technologiach wojskowych. Autor stwierdza w nim, że jest pod obserwacją ze względu na swoją wiedzę na temat zbrodni wojennych i tajnych szczegółów o programie dronów wykorzystywanych przez armię. Livelsberger poprosił, by manifest został upubliczniony po 1 stycznia 2025 roku, a także poprosił o anonimowość do tego czasu.

## Śledztwo
Federalne Biuro Śledcze (FBI) rozpoczęło dochodzenie w sprawie eksplozji tego samego dnia. Incydent jest badany jako możliwy atak terrorystyczny. Prezydent Joe Biden został poinformowany o zdarzeniu. Śledczy badali również wszelkie możliwe powiązania z atakiem na ciężarówkę w Nowy Orleanie, który miał miejsce kilka godzin wcześniej i w którym wykorzystano tę samą aplikację car-sharingową. FBI poinformowało później, że nie ma ostatecznego związku między tymi dwoma atakami. Tesla niezależnie zbadała ten incydent. Śledczy początkowo mieli na uwadze fakt, że Livelsberger użył pojazdu Tesli do ataku na budynek Trumpa, ale starali się unikać natychmiastowej syntezy motywów politycznych.
Eksperci ds. pojazdów elektrycznych, z którymi rozmawiał The Washington Post, zauważyli, że materiały zdetonowane w ciężarówce wystarczyły, aby spowodować znaczną ilość ciepła i ognia, ale wydawało się, że spowodowały jedynie „niskiej jakości” eksplozję, powodując jedynie ograniczone uszkodzenia pojazdu i jego otoczenia.